# Honey and Clover
Honey and Clover (jap. ハチミツとクローバー Hachimitsu to kurōbā) – manga autorstwa Chiki Umino, znana również pod tytułami HachiKuro (jap. ハチクロ) oraz H&C. Ukazywała się w latach 2000–2001 w magazynie „Cutie Comic” wydawnictwa Takarajimasha, a później kolejno w „Young You” (2001–2005) i „Chorus” (2005–2006) nakładem wydawnictwa Shūeisha.
W 2003 roku manga zdobyła 27. nagrodę Kōdansha Manga w kategorii shōjo.
Na podstawie mangi studio J.C.Staff wyprodukowało dwa sezony anime, których premierowa emisja odbyła się odpowiednio między kwietniem a wrześniem 2005 oraz między czerwcem a wrześniem 2006. Seria została również zaadaptowana na film live action.

## Fabuła
Yūta Takemoto, Takumi Mayama i Shinobu Morita to trzej studenci uczelni artystycznej w Tokio, którzy mieszkają w tym samym apartamentowcu. Pewnego dnia poznają Hagumi „Hagu” Hanamoto, siostrzenicę profesora sztuki Shūjiego Hanamoto. Hagu, która mieszka ze swoim wujkiem, właśnie rozpoczyna pierwszy rok studiów na tej samej uczelni. Zarówno Yūta, jak i Shinobu zakochują się w niej, jednak wyrażają swoje uczucia w zupełnie różny sposób – Yūta skrywa swoją miłość i pozostaje dla niej przyjacielem, podczas gdy Shinobu, nazywając ją „Myszką” i obsesyjnie ją fotografując, jedynie ją onieśmiela. Choć początkowo Hagu jest nieśmiała i wycofana, stopniowo zaczyna czuć się swobodniej w towarzystwie nowych znajomych.
Do grupy dołącza Ayumi Yamada, utalentowana garncarka znana jako „Tetsujin” (Żelazna Dama), która szybko zaprzyjaźnia się z Hagu. Poza zajęciami pomaga w rodzinnym sklepie z alkoholami. Choć Ayumi cieszy się dużym powodzeniem wśród mężczyzn, zakochuje się w Takumim, który widzi jednak w niej jedynie bliską przyjaciółkę. Sam Takumi jest natomiast zakochany w Rice Haradzie – wdowie i przyjaciółce profesora Hanamoto, która prowadzi studio architektoniczne założone wspólnie ze zmarłym mężem. Historia skupia się na losach tej piątki, ukazując ich miłosne dylematy, niespełnione uczucia, dorastanie, poszukiwanie pracy i odkrywanie własnej drogi w życiu.

## Bohaterowie

### Główni
- Hagumi Hanamoto (jap. 花本 はぐみ Hanamoto Hagumi)

Seiyū: Haruka Kudō 
- Yūta Takemoto (jap. 竹本 祐太 Takemoto Yūta)

Seiyū: Hiroshi Kamiya 
- Shinobu Morita (jap. 森田 忍 Morita Shinobu)

Seiyū: Yūji Ueda 
- Takumi Mayama (jap. 真山 巧 Mayama Takumi)

Seiyū: Tomokazu Sugita 
- Ayumi Yamada (jap. 山田 あゆみ Yamada Ayumi)

Seiyū: Mikako Takahashi 

### Poboczni
- Shūji Hanamoto (jap. 花本 修司 Hanamoto Shūji)

Seiyū: Keiji Fujiwara 
- Rika Harada (jap. 原田 理花 Harada Rika)

Seiyū: Sayaka Ōhara 
- Kaoru Morita (jap. 森田馨 Morita Kaoru)

Seiyū: Takuma Takewaka 
- Takumi Nomiya (jap. 野宮 匠 Nomiya Takumi)

Seiyū: Kenji Hamada 

## Manga
Pierwszy rozdział mangi ukazał się 24 kwietnia 2000 w magazynie „Cutie Comic” wydawnictwa Takarajimasha. W związku z dyskontynuacją tego czasopisma w 2001 roku, seria została przeniesiona do magazynu „Young You” wydawnictwa Shūeisha, gdzie była wydawana od 6 października 2001 do 8 października 2005, kiedy to magazyn zaprzestał publikacji. Manga została wtedy przeniesiona do magazynu „Chorus” tego samego wydawcy, gdzie ukazywała się między 28 grudnia 2005 a 28 lipca 2006. Seria została również opublikowana w 10 tankōbonach, wydawanych od 19 sierpnia 2002 do 8 września 2006.
| Nr | Data wydania (język japoński) | ISBN (język japoński) |
| -- | ----------------------------- | --------------------- |
| 1  | 19 sierpnia 2002              | ISBN 4-08-865079-4    |
| 2  | 19 sierpnia 2002              | ISBN 4-08-865080-8    |
| 3  | 17 stycznia 2003              | ISBN 4-08-865107-3    |
| 4  | 19 lutego 2003                | ISBN 4-08-865111-1    |
| 5  | 19 sierpnia 2003              | ISBN 4-08-865139-1    |
| 6  | 19 maja 2004                  | ISBN 4-08-865203-7    |
| 7  | 18 marca 2005                 | ISBN 4-08-865273-8    |
| 8  | 19 lipca 2005                 | ISBN 4-08-865297-5    |
| 9  | 14 lipca 2006                 | ISBN 4-08-865352-1    |
| 10 | 8 września 2006               | ISBN 4-08-865358-0    |

## Anime
Adaptacja w formie telewizyjnego serialu anime, wyprodukowana przez studio J.C.Staff, była emitowana przez dwa sezony we wówczas nowym bloku stacji Fuji TV – Noitamina. Pierwszy sezon został wyreżyserowany przez Ken’ichiego Kasaia i składał się z 24 odcinków, które były emitowane od 14 kwietnia do 26 września 2005. 14 grudnia 2005 i 24 lutego 2006 wydano także dwa odcinki OVA.
Drugi sezon, zatytułowany Honey and Clover II, składał się z 12 odcinków emitowanych od 29 czerwca do 14 września 2006.
W Polsce oba sezony anime oraz OVA były emitowane od 2 marca do 22 kwietnia 2009 na kanale AXN SciFi.

### Ścieżka dźwiękowa
| Nr             | Tytuł                                       | Wykonawcy            | Źródło   |
| Czołówka       | Czołówka                                    | Czołówka             | Czołówka |
| -------------- | ------------------------------------------- | -------------------- | -------- |
| 1              | „Dramatic” (jap. ドラマチック Doramachikku) | Yuki                 | [ 24 ]   |
| 2              | „Fugainaiya” (jap. ふがいないや)            | Yuki                 | [ 28 ]   |
| Napisy końcowe |                                             |                      |          |
| 1              | „Waltz” (jap. ワルツ Warutsu)               | SuneoHair            | [ 24 ]   |
| 2              | „Mistake”                                   | The Band Has No Name | [ 24 ]   |
| 3              | „Split” (jap. スプリット Supuritto)         | Suneohair            | [ 28 ]   |

## Film live action
Seria została zaadaptowana na film live action wyprodukowany przez Asmik Ace Entertainment. Został wyreżyserowany przez Masahiro Takadę na podstawie scenariusza Masahiko Kawahary i Masahiro Takady, a w rolach głównych wystąpili Shō Sakurai jako Takemoto, Yū Aoi jako Hagu, Yūsuke Iseya jako Morita, Ryō Kase jako Mayama i Megumi Seki jako Ayumi. Premiera filmu w japońskich kinach odbyła się 22 lipca 2006, zaś 12 stycznia 2007 została wydana wersja na DVD.

## TV drama

### Adaptacja japońska
11-odcinkowy japoński dramat telewizyjny na podstawie mangi był emitowany w każdy wtorek o 21:00 od 8 stycznia do 18 marca 2008 w stacji Fuji TV. Za reżyserię odpowiadali Masaki Tanamura i Hiroaki Matsuyama, scenariusz napisał Kaneko Shigeki, zaś muzykę skomponowali Shōgo Kaida, Keiichi Miyako (SOPHIA) i Shin Kōno. Piosenką przewodnią był utwór „Canvas” japońskiego piosenkarza R&B Kena Hiraia. 11 lipca 2008 serial ukazał się w wersji na DVD.

### Adaptacja tajwańska
Manga została zaadaptowana również na tajwańską dramę zatytułowaną (chiń. 蜂蜜幸運草 Feng Mi Xing Yun Cao), która została wyprodukowana przez Huang Zhi Ming i wyreżyserowana przez Li Yun Chan. Serial był emitowany na antenie CTS od 25 maja 2008 do 31 sierpnia 2008 w niedziele o 22:00.